# 鱼石
鱼石（？—？），子姓，鱼氏，名石，是子鱼的曾孙，公孙友的孙子 ，宋国左师。
前576年八月，宋共公下葬。在这时，华元做右师，鱼石做左师，荡泽做司马，华喜做司徒，公孙师做司城，向为人做大司寇，鳞朱做少司寇，向带做太宰，鱼府做少宰。荡泽要削弱公室，就杀了公子肥。华元说：“我做右师，师所掌管的是对国君和臣下的教导。现在公室的地位低下，却不能拨乱反正，我的罪过大了。不能尽职，岂敢以得到宠信为利呢？”华元便出奔晋国。
华元和华喜属于戴族；公孙师属于庄族；其他六大臣（鱼石、荡泽、向为人、鳞朱、向带、鱼府）都属于桓族。鱼石准备阻止华元逃亡。鱼府说：“华元如果回来，必然要讨伐荡泽，桓氏这一族就被波及而灭亡了。”鱼石说：“华元如果能够回来，即便允许他讨伐，他也必然不敢。而且华元曾有大功，国人亲附他，如果他不回来，恐怕国人会群起攻击桓族，桓氏在宋国没有人祭祀了。华元如果讨伐荡泽，还有桓族的向戌在。桓氏虽然灭亡，必然只是亡掉一部分而已。”鱼石自己在黄河岸上阻止华元。华元请求讨伐荡泽，鱼石答应了。华元这才回来，派遣华喜、公孙师率领国人进攻荡氏，荡泽被杀。
鱼石、向为人、鳞朱、向带、鱼府离开都城住在睢水旁边，准备出奔国外。华元派人劝阻他们，他们不同意。十月，华元亲自去劝阻，还是不同意，华元就回来了。鱼府说：“现在不听从华元的话，以后就不能进入国都了。华元眼睛转动很快，说话很急，已经有别的想法。如果不接纳我们，现在就要疾驰而去了。”他们登上山头一看，就看到华元疾驰而去。五个人驱车跟着华元，华元已经掘开睢水堤防，关闭城门登上城墙了。鱼石、向为人、鳞朱、向带、鱼府就逃亡到楚国。华元派向戌做左师，老佐做司马，乐裔做司寇，来安定国人。
前573年六月，郑成公入侵宋国，到达宋国曹门外，会合楚共王一起进攻宋国，占领了朝郏。楚国的子辛和郑国的皇辰入侵城郜，占取幽丘。他们一起进攻彭城，将鱼石、向为人、鳞朱、向带、鱼府送回，留下三百辆战车做防守，然后回国。
前572年正月己亥，晋国主导的诸侯联军包围宋国彭城，彭城向晋国投降。晋国人将彭城的鱼石、向为人、鳞朱、向带、鱼府带回国，安置在瓠丘。